# Sakubei Yamamoto
Sakubei Yamamoto (jap. 山本作兵衛 Yamamoto Sakubei; ur. 17 maja 1892 w Tsurumio (obecnie Iizuka, zm. 19 grudnia 1984) – japoński górnik, malarz i rysownik samouk, dokumentujący rozwój japońskiego przemysłu górniczego w późnym okresie Meiji (1868–1912) i w XX wieku. 
W 2011 roku zbiór jego prac został wpisany na międzynarodową listę UNESCO Pamięć Świata.

## Życiorys
Sakubei Yamamoto urodził się 17 maja 1892 roku jako drugi syn Tarō i Shiny Yamamoto. Ojciec pracował w kopalniach w regionie Chikuho. W wieku 7–8 lat, Sakubei rozpoczął pracę, pomagając starszemu bratu pchać wózki z węglem. Edukację zakończył na szkole podstawowej. W 1906 roku, w wieku 15 lat, zaczął pracować jako górnik w kopalni Sannai na terenie prefektury Fukuoka i kolejne 50 lat przepracował w 18 różnych kopalniach. W 1955 roku przeszedł na emeryturę po zamknięciu kopalni Ito w mieście Tagawa, ale dorabiał jako stróż nocny w głównym biurze oddziału kopalni Nagao w Yagato. Zmarł 19 grudnia 1984 roku.

## Twórczość
Sakubei Yamamoto ujawnił talent malarski w szkole podstawowej, sporządzając szkice figurki kabuto ningyo przedstawiającej generała Sayomasę Katō. We wczesnej młodości próbował sił jako uczeń malarza, asystując malarzowi w Fukuoce, jednak aby utrzymać rodzinę, wrócił do górnictwa i przez 40 lat nie zajmował się rysunkiem. 
W 1957 roku, dorabiając na emeryturze jako stróż nocny, powrócił do malarstwa, ilustrując prowadzone przez siebie pamiętniki rysunkami tuszem w stylu suiboku-ga. Ilustracje przedstawiały życie i prace japońskich górników z okresu Meiji (1868–1912). 
W 1961 pracami Yamamoto zainteresował się dyrektor oddziału kopalni Tatsuo Nagao, który zaproponował publikacje prac Yamamoto we współpracy z innymi kopalniami. Z powodu kryzysu publikacja nie doszła do skutku. W 1963 prace z serii kopalnie okresu Meiji i kopalnie okresu Taishō zostały jednak wydane dzięki funduszom prywatnym. 
W listopadzie 1964 roku Yamamoto przygotował 23 zeszyty rysunków dzieci górników i przekazał je na rzecz biblioteki publicznej w Tagawie. W 1966 roku, na zlecenie biblioteki, wykonał 260 kolorowych prac. Prace Yamamoto zostały opublikowane w albumach Życie w kopalniach węgla: antologia (1967) oraz Antologia Sakubei Yamamoto: kolekcja kopalni Chikuho (1973). 
W 2011 roku zbiór prac (obiekty w posiadaniu biblioteki miasta Tagawy, m.in. 585 obrazów, 6 dzienników, 36 notatników a także te w posiadaniu rodziny Yamamoto, m.in. 4 obrazy, 59 dzienników) został wpisany na międzynarodową listę UNESCO Pamięć Świata.